# Turen der gik i fisk
|  | Denne artikel er oprettet af botten PalnaBot ud fra en ekstern database. Den kan derfor have sproglige fejl eller mangler. Denne skabelon kan fjernes efter kontrol af indholdet. |

Turen der gik i fisk er en film instrueret af Svend Johansen, Liller Møller.

## Handling
En tegnefilm om to søskende Sofie og Viktor, der begge har epilepsi. De tager med deres ven Karl på fisketur, men mister deres båd og strander på en øde ø. Karl kender intet til epilepsi og bliver sat på lidt af en prøve, da det viser sig, at Sofie og Viktor ikke har deres epilepsi-medicin med sig. "Turen, der gik i fisk" er en underholdende lille film for børn med epilepsi, og ikke mindst for deres familie, venner og klassekammerater.